# Evanescence (EP)
Evanescence (o simplemente «EP», como aparece en la página de Bigwig Enterprises), es el primer EP de la banda de rock gótico Evanescence, editado en diciembre de 1998 de forma privada. Solo sacaron una edición limitada de 100 copias que se vendieron íntegramente el mismo día de su lanzamiento en un bar llamado Vino's de Little Rock. 
La canción «Understanding» fue la que los llevó a ser más conocidos en Little Rock, a la cual Ben Moody (guitarrista y compositor de la banda) se refiere como “un cursi himno gótico de siete minutos”.[cita requerida]

## Lista de canciones
Todas las canciones escritas por Lee, A., y Moody, B.,  excepto So Close, escrita por Boyd, W., Moody B., y Outlaw, M.

| N.º | Título              | Duración |  |
| 1.  | «Where Will You Go» | 3:53     |  |
| 2.  | «Solitude»          | 5:46     |  |
| 3.  | «Imaginary»         | 4:01     |  |
| 4.  | «Exodus»            | 3:05     |  |
| 5.  | «So Close»          | 4:29     |  |
| 6.  | «Understanding»     | 7:17     |  |
| 7.  | «The End»           | 2:00     |  |

Nota
- La canción «The End» —llamada a veces «Outro»—, es parte de la canción «Solitude», desde el minuto 3:34 hasta 5:34, pero sin la voz de Amy Lee, escuchándose solo el coro, cuyo volumen es aumentado

### Canciones descartadas
- “October” (Lee, A., Moody, B., y Boyd, W.) - 6:26
- "Give Unto Me" (Lee, A., Moody, B.) - 5:47
- "My Immortal" (Lee, A., Moody, B.) - 5:20

## Alineación
- Amy Lee - voz, piano, teclados y arreglos.
- Ben Moody - guitarra, bajo, batería, teclados, programación y arreglos.

### Músicos adicionales
- Will Boyd - bajo, guitarra y voces de fondo en «Solitude».
- Matt Outlaw - batería en «Solitude» y «Understanding».
- Stephanie Pierce - voces de fondo en «The End».